# Francisco Gonzales León
Francisco Gonzales León (Lima, 28 de marzo de 1947 - Lima, 29 de septiembre de 2008), apodado “Pancho” Gonzales, fue un futbolista peruano que jugaba en la posición de delantero centro. 
Se ubica en los top 20 de los mayores anotadores en la Primera División Peruana de fútbol con 146 goles.

## Trayectoria
Inició su carrera deportiva en el Defensor Lima, debutó con "los carasucias" cuando este seguía contando con jugadores como Juan José Ávalos, Carlos Oliva y Carlos Urrunaga.
En 1967 a sus 20 años salió como máximo goleador del equipo y en el top de los goleadores del torneo. En 1968 lo tienta la Universidad de Chile pero no llegaron a un acuerdo por la decisión del jugador. En 1969 ficha por Sporting Cristal donde integra el plantel celeste que se preparaba para disputar la Copa Libertadores de ese año, terminó marcando 4 goles en ese certamen. Es transferido a Juan Aurich gracias a la movida de un dirigente y fundador del club quienes lo convencieron junto a otros ocho jugadores peruanos. 
En 1973 regresa a Defensor Lima convirtiéndose en el primer referente histórico de los hinchas de Breña e influyendo en los más jóvenes. Fue goleador de la Primera División del Perú dos años seguidos y consiguió el campeonato con los "carasucias" en 1973. Este periodo histórico del fútbol peruano es considerado por muchos como el mejor momento a nivel de clubes del país donde participaron leyendas del fútbol sudamericano como Cubillas, Sotil, Gallardo, Mifflin, Chumpitaz, Oblitas, Ramírez, Rojas, León y Cueto, entre otros no menos importantes.
«Pancho» en el Defensor Lima tuvo dos épocas: de 1973 a 1975 y de 1977 a 1978, donde demostró ser un goleador nato y excelente cabeceador. La prensa de la época lo llegó a catalogar como uno de los mejores cabeceadores de Sudamérica.
En 1976 vistió los colores de Unión Huaral y obtuvo el título de campeón pero no pudo ser el goleador del equipo. Su carrera como jugador terminó después de un año de retiro ya que a pedido de las directivas de Alfonso Ugarte, jugó el campeonato de 1983 para finalmente retirarse.
Convirtió más de 150 goles de los cuales 69 fueron anotados con el club granate.
Como entrenador dirigió entre 1983 a 1984 a Alfonso Ugarte de Puno.

## Clubes

### Como futbolista
| Club             | País | Año         |
| ---------------- | ---- | ----------- |
| Defensor Lima    | Perú | 1967 - 1968 |
| Sporting Cristal | Perú | 1969        |
| Defensor Lima    | Perú | 1970        |
| Juan Aurich      | Perú | 1971 - 1972 |
| Defensor Lima    | Perú | 1973 - 1975 |
| Unión Huaral     | Perú | 1976        |
| Defensor Lima    | Perú | 1977 - 1978 |
| Alfonso Ugarte   | Perú | 1979 - 1983 |

### Como entrenador
| Club           | País | Año  |
| -------------- | ---- | ---- |
| Alfonso Ugarte | Perú | 1983 |

## Estadísticas
| Club                                                            | Partidos | Goles (T.local) | Prom. · |
| --------------------------------------------------------------- | -------- | --------------- | ------- |
| Defensor Lima                                                   | 172      | 80              | 0,46    |
| Sporting Cristal                                                | 16       | 2               | 0,37    |
| Juan Aurich                                                     | 54       | 29              | 0,53    |
| Alfonso Ugarte                                                  | 87       | 32              | 0,36    |
| Unión Huaral                                                    | 15       | 3               | 0,20    |
| Total                                                           | 344      | 146             | 0,42    |
| Última actualización: Alfonso Ugarte vs. Alianza Lima, 20.11.83 |          |                 |         |

## Palmarés

### Campeonatos nacionales
| Título                   | Club          | País | Año  |
| ------------------------ | ------------- | ---- | ---- |
| Primera División de Perú | Defensor Lima | Perú | 1973 |
| Primera División de Perú | Unión Huaral  | Perú | 1976 |

### Distinciones individuales
| Distinción                                          | Año  |
| --------------------------------------------------- | ---- |
| Goleador de la Primera División del Perú (20 goles) | 1972 |
| Goleador de la Primera División del Perú (25 goles) | 1973 |